# Saint-Marcel (Morbihan)
Saint-Marcel (bretonsk: Sant-Marc'hell) er en kommune i Morbihan departementet i Bretagne regionen i det nordvestlige Frankrig.
Saint-Marcel rummer museet om bretonsk modstand, som erindrer om maquis opstanden i Saint-Marcel og 200 SAS faldskærmsjægere i 1944.

## References
- Mayors of Morbihan Association Arkiveret 15. november 2020 hos  Wayback Machine (fransk)
- INSEE commune file (fransk)